# Nick Conrad
Pour les articles homonymes, voir Conrad.
Nick Conrad, né le 4 novembre 1983 en Seine-Saint-Denis, est un rappeur français. Il se fait connaitre par son morceau PLB (pour « Pendez les blancs »), sorti en 2018, qui déclenche une polémique médiatique et politique.

## Biographie
Nick Conrad naît en 1983. Il est le fils d'un ancien diplomate camerounais, venu en France dans les années 1970. Ce dernier l'élève dans le jazz, la soul et la musique africaine. À six ans, il entre au conservatoire où il joue, durant quatre ou cinq ans, du saxophone et du tuba. Il se détourne ensuite de la musique classique pour le jazz, puis le rap après avoir découvert MC Solaar et Pete Rock and C.L. Smooth.
Atteint de drépanocytose, une maladie qui affecte l'hémoglobine des globules rouges, il est hospitalisé à plusieurs reprises durant son adolescence. Depuis 1999, il subit le syndrome thoracique aigu, des crises récurrentes chez les personnes atteintes de drépanocytose. Il écrit son premier texte en 1994, sur son lit d'hôpital.
Nick Conrad s'auto-édite sur le label qu'il a co-créé, Pharaonicks.

## Polémiques et condamnation

### PLB
En septembre 2018, Nick Conrad, jusqu'alors inconnu du grand public, poste sur YouTube le clip d'une chanson intitulée PLB, pour « Pendez les blancs ». La chanson est disponible depuis mars sur le site, sans avoir causé d'émoi. Dans le clip, le rappeur parodie American History X en torturant et exécutant un homme blanc. Il chante « Pendez les blancs », « Je rentre dans des crèches, je tue des bébés blancs / Attrapez-les vite et pendez leurs parents », « J'suis venu inverser le commerce gulaire-trian. »
Une quinzaine de jours plus tard, le morceau est relayé par des comptes d'extrême droite, puis évoqué par la classe politique et par les médias, provoquant une indignation générale. La vidéo est rapidement supprimée de la plateforme pour infraction au règlement sur les contenus haineux. Plusieurs associations antiracistes, la Ligue internationale contre le racisme et l'antisémitisme (LICRA) et SOS Racisme notamment, se disent choqués par les paroles, qui relèvent du racisme. Pour Me Yaël Scemama, représentant la Licra, ces textes relèvent du racisme antiblanc. Face à la polémique, Nick Conrad affirme ne pas être raciste et avoir voulu, dans sa chanson, « inverser les rôles » pour dénoncer le racisme, « de manière à ce que Blancs comme Noirs puissent se rendre compte de la situation ». Le délégué interministériel à la lutte contre le racisme, l'antisémitisme et la haine anti-LGBT effectue un signalement auprès du Procureur de Paris.
En mars 2019, en première instance devant le tribunal correctionnel de Paris, le rappeur est reconnu coupable de provocation au crime. Les juges ont notamment estimé que « les termes de la chanson, accompagnés d'images violentes et brutales, incitent directement l'internaute à commettre des atteintes à la vie sur les personnes de couleur blanche ». Nick Conrad est condamné à 5 000 € d'amende avec sursis et à verser 1 000 € de dommages et intérêts à l'Alliance générale contre le racisme et pour le respect de l'identité française et chrétienne et la LICRA, qui se sont portées parties civiles,. Le jugement est annulé en appel. À la suite de différentes attaques comme la divulgation d'identité, des raids numériques et des menaces de mort, Nick Conrad perd son emploi de réceptionniste en CDI dans un hôtel de luxe.

### Doux pays
Le 18 mai 2019, il publie un nouveau clip musical nommé Doux pays, qui provoque derechef l'indignation de personnalités politiques de droite et d'extrême droite. Il y rappe « J'ai baisé la France, brûlé la France / Doux pays de mon enfance ». Cette dernière rime et le titre Doux pays font référence à la chanson culte de Charles Trenet, Douce France, traité de « con ».
Le ministre de l'Intérieur Christophe Castaner signale le clip au parquet de Paris, qu'il qualifie d'« appel à la haine de notre pays et à la violence ». Le mois suivant, l'héritier de Charles Trenet, par l'intermédiaire de son avocat, porte plainte contre Nick Conrad pour « injures publiques envers la mémoire d'un mort ». La procédure demandée par ministère de l'Intérieur est finalement classée sans suite, le parquet estimant que les faits ne sont pas « clairement établis » et que les preuves sont « insuffisantes pour que l'infraction soit constituée ».

## Discographie

### Singles
- 2014 : Rock Dat
- 2015 : T.H.R.O.W.B.A.C.K
- 2015 : Move IV Ur Lives
- 2015 : New Rulers
- 2016 : 130 cercueils
- 2019 : Lion
- 2020 : Ma haine
- 2020 : Ma vie